# Martine Wonner
Pour les articles homonymes, voir Wonner.
Martine Wonner, née le 27 mars 1964 à Hayange (Moselle), est une médecin psychiatre et une femme politique française.
Elle est élue députée dans la quatrième circonscription du Bas-Rhin lors des élections législatives de 2017, après avoir adhéré à La République en marche (LREM). À l'Assemblée nationale, elle fait d'abord partie de l'aile gauche du groupe LREM, avant d'en être exclue en mai 2020 et de quitter le parti. Elle participe ensuite à la fondation du groupe parlementaire Écologie démocratie solidarité, puis le quitte pour le groupe Libertés et territoires, avant d'en être également exclue.
Dans le contexte de la pandémie de Covid-19, elle s'illustre par des positions polémiques sur le recours à l'hydroxychloroquine, la validité du port du masque barrière et les vaccins à ARN messager, ainsi que par son opposition au passe sanitaire et son investissement dans la mouvance complotiste participant à la désinformation sur la pandémie, notamment en figurant dans le documentaire Hold-up.
En 2022, elle est suspendue de son activité de médecin pendant un an « pour ses propos controversés pendant la pandémie de Covid-19 », ce qui constitue un manquement au Code de déontologie, par la chambre disciplinaire de l'ordre des médecins du Grand Est.

## Biographie

### Carrière dans le monde médical
Martine Wonner est diplômée de médecine psychiatrique après avoir réalisé son internat à l'université de Strasbourg. Elle commence sa carrière comme médecin conseil pour l'Agence régionale de l'hospitalisation (ARH) de Lorraine et d'Alsace puis rejoint en 2006 le groupe privé Générale de santé. Elle travaille ensuite comme psychiatre dans la maison d'accueil spécialisée de la Ganzau, avant d'occuper des postes de cadre dirigeant, d'abord pour le SAMU social de Paris puis pour le groupe médical privé Sinoué (appartenant au groupe Orpea depuis 2020).
Le 25 novembre 2022, elle est suspendue de son activité de médecin pendant un an « pour ses propos controversés pendant la pandémie de covid-19 », ce qui constitue un manquement au Code de déontologie, par la chambre disciplinaire de l'ordre des médecins du Grand Est,. Depuis février 2023, elle exerce la médecine dans la clinique Le Noirmont en Suisse.

### Députée

#### Élection
Avant son élection à la députation en 2017, Martine Wonner n'avait eu aucun mandat électif. Elle se définit comme libérale et sociale, et s'engage alors à ne remplir qu'un seul mandat. Elle renonce à cette décision en annonçant sa candidature aux élections législatives de 2022, sous les couleurs de son mouvement Ensemble pour les libertés,,.
Candidate de La République en marche aux élections législatives de 2017 dans la quatrième circonscription du Bas-Rhin, elle est élue députée au second tour face à Sophie Rohfritsch (Les Républicains), avec 55,86 % des voix (soit 22,06% des inscrits). Elle est membre de la Commission des Affaires sociales à l'Assemblée nationale.
Peu après son élection, l'association de lutte contre la corruption Anticor saisit la justice pour « des faits susceptibles d'être qualifiés d'escroquerie » commis par Martine Wonner. Cette dernière, en congé maladie de fin 2016 au 22 mai 2017, aurait été indemnisée par la Sécurité sociale pour un congé maladie alors qu'elle menait campagne pour les élections législatives. L'affaire est néanmoins classée sans suite par le procureur.

#### À l'aile gauche de la majorité
N’hésitant pas à exprimer publiquement ses critiques à l'égard de la ligne gouvernementale, elle reconnaît, à l'automne 2018, s’être posé la question de quitter le groupe La République en marche (LREM) pour « retrouver une liberté de parole ». Tentée de rejoindre le nouveau groupe Libertés et territoires, elle y renonce dans un premier temps, jugeant qu'il penche trop à droite. Elle participe à la fondation du « Collectif social-démocrate », groupe d'une vingtaine de députés de l'aile gauche du groupe LREM, constitué en juin 2019,. Elle est alors proche de Matthieu Orphelin.
Elle vote contre la prorogation du glyphosate en mai 2018 et contre la ratification de l'Accord économique et commercial global (dit CETA) en juillet 2019. Elle s'abstient sur la loi asile et immigration au printemps 2018 après s'être notamment opposée à la ligne du gouvernement sur les demandeurs d'asile, finissant cependant par retirer ses amendements sur ce point,. En septembre 2019, avec d'autres députés de l'aile gauche du groupe LREM, elle signe une tribune appelant à répartir les migrants dans les zones rurales en pénurie de main-d'œuvre. En novembre 2019, elle cosigne une tribune avec dix autres députés LREM pour s’opposer aux mesures prévues par le gouvernement sur l’immigration concernant la santé et notamment l’aide médicale d’État (AME), plaidant pour ne pas céder « à l’urgence et à la facilité »,.
Elle s'oppose aussi au projet controversé du contournement Ouest de Strasbourg et s'engage lors de nombreuses manifestations, et rassemblements contre cette autoroute.

#### Exclusion de La République en marche
Le 28 avril 2020, elle est la seule députée LREM à voter contre le plan de déconfinement porté par le gouvernement Philippe,. Elle explique son vote par « l’absence d’une quelconque stratégie thérapeutique », et indique qu'elle « ne [fait] plus confiance à ce gouvernement », qu'elle accuse d’« amateurisme » et d’« une forme de mensonge » dans la gestion de la crise. Cette position lui vaut d'être exclue du groupe LREM le 6 mai 2020. Elle quitte le parti peu après. Elle participe le même mois avec 16 autres députés, pour la plupart membres et anciens membres de LREM, à la création du nouveau groupe parlementaire Écologie démocratie solidarité. Elle entre en conflit avec son co-président Matthieu Orphelin, qui lui demande de retirer des tweets « problématiques » et relevant selon lui du « complotisme ».
Elle rejoint le groupe Libertés et territoires en septembre 2020. Elle en est exclue le 18 juillet 2021, après avoir appelé des manifestants hostiles au passe sanitaire obligatoire à envahir les permanences de parlementaires. Son départ avait été précédemment demandé par plusieurs membres du groupe, dont sa co-présidente Sylvia Pinel.

#### Ensemble pour les libertés
Elle fonde en septembre 2021 le parti Ensemble pour les libertés, qui présente 28 candidats aux élections législatives de 2022,,. Elle se représente elle-même dans sa circonscription mais est éliminée au premier tour.

### Désinformation durant la Pandémie de Covid-19
En 2020, durant la pandémie de Covid-19 et à la suite d'études observationnelles contradictoires et controversées sur les effets de l'hydroxychloroquine, menées en Chine puis à l'IHU de Marseille et médiatisées par le microbiologiste Didier Raoult, le gouvernement émet le 23 mars un décret restreignant la possibilité de prescrire « en ville » (hors des hôpitaux) cette molécule aux malades de la Covid-19. Martine Wonner participe alors au lancement du collectif « #COVID19-laissons les médecins prescrire », regroupant 1 200 praticiens qui émettent dans un rapport public le souhait que les restrictions de la prescription de l'hydroxychloroquine soient levées,. Le collectif publie dans le même temps les résultats d'une étude rétrospective portant sur 88 personnes, principalement des médecins et leurs proches. Selon leur analyse des résultats de l'étude (coécrite par huit membres du collectif, dont Wonner), la prescription de la molécule doit se faire de façon précoce et par les médecins en cabinet libéral, confortant la thèse de Didier Raoult.
En octobre 2020, Martine Wonner suscite de nouveau une controverse, affirmant lors d'une prise de parole à l'Assemblée nationale, en disant s'appuyer sur les autorités sanitaires américaines, que le port du masque « ne sert strictement à rien ». Il s'agit en réalité d'une infox diffusée notamment par les réseaux QAnon, le Center for disease control réaffirmant quant à lui l'utilité du port du masque,,,,. En février 2021, elle affirme avoir été « caricaturée », indique qu'elle « [reconnaît] l’utilité du masque dans les espaces clos, mais pas en milieu ouvert et aéré », et se dit « inquiète concernant le port du masque imposé aux enfants ». Olivier Véran, ministre de la Santé, dénonce ses prescriptions « potentiellement délétères ». Après des critiques sur la demi-visière transparente qu'elle porte à l'Assemblée, Richard Ferrand, président de l'Assemblée, rappelle aux députés l'obligation du port du masque couvrant « la bouche et le nez ».
Martine Wonner apparaît dans le documentaire complotiste Hold-up de 2020. Elle indique qu'elle « y assume [ses] déclarations » et que « les positions des autres intervenants ne regardent qu'eux ». Elle s'investit également pendant quelques mois dans l'association Bon Sens, aux côtés de personnalités controversées comme le vidéaste complotiste Silvano Trotta, ancien président de la Fédération interprofessionnelle de la communication d'entreprise, partisan de Donald Trump et persuadé que la Lune est « artificielle »,. Elle quitte l'association, officiellement « pour se consacrer à son travail parlementaire ». Elle intervient régulièrement dans l'émission d'André Bercoff sur Sud Radio et sur le site FranceSoir, « devenu réceptacle des tribunes les plus controversées sur la crise sanitaire ». En novembre 2020, L'Obs estime qu'elle « est devenue l’un des porte-étendards de la mouvance conspirationniste ». Elle affirme que le complotisme est « le contraire des valeurs [qu'elle défend] ». Le 25 novembre 2020, elle adresse un courrier depuis l'Assemblée nationale à Rudy Reichstadt, directeur du site Conspiracy Watch, afin de demander le retrait de la fiche qu'il a constitué sur sa personne, ainsi que tout contenu à son propos, sous réserve d'activer « toutes les voies de droit, tant sur le plan civil que sur le plan pénal ».
Début 2021, ses prises de position suscitent une gêne grandissante à l'Assemblée. En avril 2021, elle participe à plusieurs rassemblements en France de quelques centaines de personnes non masquées contre les mesures sanitaires,. Elle y désigne les vaccins à ARN messager comme une « cochonnerie génétiquement modifiée », suscitant des condamnations de députés, et affirme que « le seul vaccin qui fonctionne c’est celui des Chinois », alors qu’un haut responsable chinois a émis des doutes sur l’efficacité des vaccins de son pays au même moment. Ces rassemblements regroupent différents collectifs conspirationnistes participant à la désinformation sur la pandémie. En mai 2021, dans une intervention à Marseille diffusée en vidéo elle accuse le gouvernement et les soignants d'être des « assassins » et responsables de « crime contre l'humanité ». En juillet 2021, elle s'affiche au cours d'une manifestation devant un simulacre de pendaison d'un mannequin de pompier. Le 22 juillet 2021, elle manifeste aux côtés de Nicolas Dupont-Aignan et de Florian Philippot (ex-numéro 2 du Front national) dans le cadre d'une manifestation organisée par ce dernier contre le passe sanitaire. En Alsace, où se situe sa circonscription électorale, elle est l’une des personnalités phares soutenues par les réseaux complotistes ; elle annonce parrainer l'un d'entre eux. En janvier 2022, à l'occasion de l'examen du projet de loi sur le passe vaccinal, elle soutient des traitements à l’efficacité non prouvée et dénonce les prétendus dangers de la vaccination. En février 2022, elle affirme devant l'Assemblée nationale que le vaccin pourrait causer de supposées « conséquences délétères » telles que des fausses couches, cancers multiples, maladie de Creutzfeldt-Jakob ou sida. En réponse à son intervention, le ministre de la Santé Olivier Véran déclare que de tels « délires complotistes (...) n'ont pas leur place dans l'hémicycle ».
En septembre 2021, Martine Wonner est devenue la marraine d'un groupe complotiste nommé « Alliance humaine – Santé internationale ». Son fondateur Antoine « Q » Cuttitta revendique son appartenance à la mouvance QAnon et s'oppose aux vaccin anti-covid,. Elle ne l'est plus actuellement, l'organisation ayant été dissoute[réf. souhaitée].

## Publications
Préfaces et avant-propos
- Ne leur pardonnez pas !. Ils savaient très bien ce qu'ils font, de Jean-Michel Jacquemin-Raffestin, préface de M. Wonner, éditions Nouvelle Terre, 2022.
- Doctothon. 250 docteurs. Leur vérité sans censure, par Cécile Maïchak, préface de M. Wonner, Marco Pietteur, 2022.
- Christine Cotton, Tous vaccinés, tous protégés ? : vaccins Covid-19, chronique d’une catastrophe sanitaire annoncée, Paris, Guy Trédaniel, 2023, 350 p. (ISBN 978-2-8132-2986-1)[62].
- Carlo Alberto Brusa, Pour un lendemain sans libertés volées, en collaboration avec Hervé Lozac'h, préface de Nicole Delépine et avant-propos de Martine Wonner, Éditions Trédaniel, 2023.
- Alain Le Bihan, Macron: du complot Covid aux injections meurtrières ?, Éditions des Cimes, 2023  (ISBN 9791091058278)